# دانشگاه بین‌المللی علوم بهداشتی الزهراوی
دانشگاه بین‌المللی علوم بهداشتی الزهراوی (UIASS) یک دانشگاه درمراکش است که در ژوئن سال ۲۰۱۴ افتتاح شد. دانشگاه بین‌المللی علوم بهداشتی الزهراوی با همکاری بخش دولتی وزارت آموزش عالی، تحقیقات علمی و فناوری تشکیل شده‌است که دارای سه مؤسسه می‌باشد: 
- کالج پزشکی و دندانپزشکی الزهراوی،
- کالج علوم بهداشت در رباط
- انستیتوی عالی مهندسی بهداشت و فناوری.

## تاریخ
در سال ۱۹۹۳ بنیاد شیخ زید بن سلطان تأسیس و بیمارستان آموزشی بین‌المللی شیخ زاید در سال ۱۹۹۸ افتتاح گردید. در سال ۲۰۱۲ درخواست بازکردن بنیاد UIASS توسط بنیاد شیخ زاید مطرح گردید. وسپس موافقت نامه ای بین بنیاد زاید شیخ و وزارت آموزش عالی توسط مؤسسه مطالعات اسلامی درسال ۲۰۱۳ امضا شد. دانشگاه بین‌المللی علوم بهداشت ابوالقاسم زهراوی در سال ۲۰۱۴ و دانشکده دندانپزشکی هم در سال ۲۰۱۵افتتاح شدند.

## سازمان و ساختار
UIASS مؤسسه دانشگاهی وابسته به بنیاد شیخ زاید در رباط است که دارای مؤلفه‌های مختلفی است که وظیفه آموزش را بر عهده دارد و بین دانشکده‌ها و موسسات تقسیم می‌شود. آنها چهار نهاد هستند:
- کالج پزشکی الزهراوی -FMA
- دانشکده دندانپزشکی الزهراوی - FMDA
- دانشکده داروسازی - FPA
- مؤسسه عالی مهندسی بهداشت و فناوری - ISITS
- دانشکده علوم بهداشتی رباط - FSSR
- انستیتوی دستیاران پزشکی IFCP

## اعضای شورای علمی
شورای علمی دانشگاه بین‌المللی علوم بهداشتی الزهراوی شامل موارد زیر است:
- رئیس شورای علمی: پروفسور فرانسواز باره سینوسی، برندهجایزه نوبل پزشکی ۲۰۰۸
- دبیرکل: استاد کلود کریسلی
- عضو هیئت مدیره: دکتر محمد عدناوی
- عضو هیئت مدیره: دکتر آرنولد مینیچ
- عضو هیئت مدیره: استاد آوا ماری کول سکرت